# Julijan Dzerowycz
Julijan Dzerowycz (ukr. Юліян Дзерович; ur. 3 stycznia 1871 w Smolnie, zm. 8 kwietnia 1943 w Wiedniu) – ukraiński działacz społeczny, pedagog, ksiądz greckokatolicki.

## Życiorys
Absolwent Wydziału Teologicznego Uniwersytetu Lwowskiego. Członek lwowskiego Kryłosu, wieloletni katecheta i dyrektor szkół średnich. W latach 1913–1918 wykładowca katechetyki na Uniwersytecie Lwowskim, od 1928 docent, od 1930 profesor Greckokatolickiej Akademii Teologicznej we Lwowie.
W 1918 poseł do Ukraińskiej Rady Narodowej, w 1941 zastępca przewodniczącego Ukraińskiej Rady Narodowej.
W 1939 przewodniczący Towarzystwa Proswita. Działacz Ridnoj Szkoły, Uczytelskoj Hromady, Towarzystwa Św. Apostoła Pawła, Towarzystwa Św. Andrija.